# Molawa VIII
Molawa VIII va ser un cap de la tribu tswana dels BaThlaping a Litakun (actual Dithakong, a Sud-àfrica) que, a la seva mort en 1830, el seu cadàver va ser dissecat per ser exhibit com el Negre de Banyoles. La peça dissecada va ser adquirida el 1916 pel Museu Municipal Darder d'Història Natural de Banyoles, on restà exposat a la Sala de l'Home fins que l'any 2000 es van traslladar les restes i va rebre sepultura a Gaborone (Botswana). El 2024 es van trobar els seus descendents directes a Sud-àfrica, d'ètnia tswana, els quals van mostrar la conformitat i acceptació a l'enterrament que en va rebre a Botswana. És considerat com una imatge clara dels efectes del colonialisme.

## Història
La tomba de Molawa VIII va ser profanada pels taxidermistes francesos Verraux, per a sostreure el seu cadàver i dissecar-lo el 1830 per a enviar-lo a Europa. El 1916 va ser adquirit pel museu Darder de Banyoles.
El cos era exposat a la Sala de l'home del museu municipal, naturalitzat, guarnit amb plomes, llança i escut, al costat d'una mòmia peruana i d'una altra mexicana, així com d'una col·lecció de cranis, d'uns fetus conservats en pots i d'un conjunt de pells curtides. Popularment era conegut com El negre de Banyoles.
El cos va romandre exposat al museu sense cap controvèrsia fins al 29 d'octubre de 1991, quan Alphonse Arcelín, un metge d'origen haitià resident a Cambrils, on va ser regidor pel PSC, va iniciar una campanya de denúncia contra la situació del boiximà. Va escriure una carta a l'alcalde de Banyoles, sol·licitant la retirada de les restes exposades al públic. L'incident va atreure l'atenció dels mitjans de comunicació els quals van donar a conèixer àmpliament la notícia.
El primer pas per a la devolució del "negre" a Botswana es va realitzar el mateix 1991, quan el llavors secretari de la Unesco, el català Federico Mayor Zaragoza, es va reunir amb l'alcalde de Banyoles, Joan Solana. Més tard, quan Kofi Annan va arribar a Secretari General de l'Organització de les Nacions Unides, es va interessar per l'assumpte i també va parlar amb l'alcalde.
Durant aquest temps, el negre es va tornar tan famós que era bastant comú escoltar en anuncis diplomàtics realitzant referències al san exposat. Alguns governs africans mostraven públicament el seu suport a Arcelín, qui havia enviat diverses cartes a la premsa i diversos caps de govern. L'assumpte va preocupar a diverses associacions de museus internacionals, ja que els feia témer que les restes humanes mantingudes pels museus per a la investigació, haguessin de ser retornats a les seves localitzacions originals.
El 1997 l'assumpte va ser discutit en diverses sessions tant en les Nacions Unides com en l'Organització per a la Unitat Africana. Després, al març del mateix any el san va ser retirat del Museu Darder. La retirada va molestar a alguns habitants de Banyoles, ja que era considerat com «un membre de la família».

## Retorn a l'Àfrica
El govern de Botswana va oferir ajuda a l'organització per a la Unitat Africana en favor del soterrament apropiat del san, una vegada que les restes fossin retornades a l'Àfrica. Davant les pressions de retirada, els veïns de Banyoles mitjançant l'associació Amics dels Museus van presentar 7.300 signatures a l'ajuntament en contra de la possibilitat de destrucció o repatriació del cadàver, argumentant que encara que no hagués de ser exhibit, hauria de romandre a disposició dels investigadors.
El cos disecat va ser retirat discretament del Museu Darder de Banyoles la nit del 8 de setembre de 2000, com a resultat de la pressió mediàtica i diplomàtica encapçalada per Alphonse Arcelin. El trasllat, tot i ser aprovat pel Ministeri de Cultura espanyol, es va fer gairebé de manera clandestina, i les restes van ser enviades al Museu Nacional d’Antropologia de Madrid, on es va retirar l’armadura interna i es va preparar el cos per a la seva repatriació. Després de llevar-li la vestimenta, la llança, i la careta que va vestir a Banyoles, el cos va ser enviat al Museu Nacional d'Antropologia d'Espanya, a Madrid, on els seus ulls, pèl, òrgans, i fins i tot els genitals van ser extrets. El crani i la resta d'ossos van ser enviats en un taüt a Botswana el 2007.
Finalment el 4 d'octubre va ser enterrat al parc nacional de Tsholofelo a Gaborone, la capital de Botswana. Va ser enterrat amb honors reservats fins ara per a herois nacionals. A l'acte van assistir-hi representants d'Espanya a Botswana i de l'Organització per a la Unitat Africana, així com la plana major de l'exèrcit i de la societat civil d'aquest país de l'Àfrica Austral. Pere Bosch, alcalde de Banyoles, va reconèixer que «va ser poc oportú exhibir una peça humana de raça negra en una ciutat occidental i desenvolupada».
No obstant això, anys més tard es va descobrir que l’enterrament havia estat un error. Segons una investigació del periodista neerlandès Frank Westerman, publicada el 2010, i confirmada pel documental "El negre té nom" (2025), dirigit per Fèlix Colomer, l’home conegut com el Negre de Banyoles no era ni bosquimà ni procedent del Kalahari, com s’havia afirmat durant dècades. Segons aquestes noves evidències, el cos pertanyia probablement a un cap tribal de Litakun (actual Dithakong, a Sud-àfrica) anomenat Molawa VIII, que hauria nascut entre 1800 i 1805 i mort al voltant de 1830, justament quan els naturalistes Verreaux van profanar la seva tomba i el van dissecar per vendre’l com a peça de taxidèrmia.
La documentació oral i escrita trobada a la comunitat local indica que Molawa VIII és l’únic dels caps tribals que no està enterrat al cementeri tradicional del poble. Tot i que no es pot confirmar genèticament, perquè la comunitat ha rebutjat exhumar la tomba a Botswana, els investigadors del documental creuen que aquesta identitat és altament versemblant. En la llengua local del setswana, el seu nom significa «el qui patirà».

## Llegat
Actualment, el Museu Darder eludeix la controvèrsia del "negre de Banyoles". A l'interior del museu, l'única referència que en queda, és un vídeo mut amb imatges en blanc i negre il·lustrades en una petita pantalla de plasma, que permeten als visitants veure l'home muntat tal com era exposat fins que va ser retirat.
Existeixen diversos llibres que tracten de la controvèrsia generada al voltant del negre. Un dels més destacats, El negre i jo de Frank Westerman, el qual mostra el que el naturalista Georges Cuvier coneixia sobre l'home.